# ماوریلیو پرینی
ماوریلیو پرینی (به ایتالیایی: Maurilio Prini) بازیکن فوتبال و اهل ایتالیا است که از سال ۱۹۵۶ میلادی عضو تیم ملی فوتبال ایتالیا بوده و در ۳ بازی ملی حضور داشته‌است. او در بازی‌های ملی‌اش گلی به ثمر نرساند.
ماوریلیو پرینی آخرین بازی ملی خود را در سال ۱۹۵۷ میلادی انجام داد. 